# Militärpatrull vid olympiska vinterspelen 1948
Militärpatrull vid olympiska vinterspelen 1948 i Sankt Moritz, Graubünden, Schweiz var demonstrationssport. Spåren var inte förberedda, och skapades av det schweiziska laget. Tjeckoslovakiske deltagaren Karel Dvořák beskrev vädret som extremt milt med temperaturer på omkring 0° C i början vid startpunkten vid den övre kabinbanestationen (2 486 meter) på toppen av Corviglia på morgonen. Deltagarna hade militärutrustning, 10 kg packning på ryggen och militära gevär. Bara officerarna, patrulledarna, hade pistoler och deltog inte i skyttemomenten. Vid skjutbanan fick de skjuta på tre gummiballonger från ett avstånd på 150 meter. Varje träff gav en bonus på 1 minut för deltagarens lag.
Tävlingen hölls 8 februari 1948

## Resultat

### Herrar
| Placering | Lag                                                                                     | Tid       | Tidsbonus | Justerad tid |
| --------- | --------------------------------------------------------------------------------------- | --------- | --------- | ------------ |
| 1         | Schweiz · (Robert Zurbriggen, Heinrich Zurbriggen, Vital Vouardoux, Arnold Andenmatten) | 2:39:25.0 | 5         | 2:34:25.0    |
| 2         | Finland · (Eero Naapuri, Vilho Ylönen, Mikko Meriläinen, Tauno Honkanen)                | 2:46:23.0 | 9         | 2:37:23.0    |
| 3         | Sverige · (Edor Hjukström, Holger Borgh, Karl-Gustav Ljungqvist, Fride Larsson)         | 2:45:03.0 | 4         | 2:41:03.0    |
| 4         | Italien · (Costanzo Picco, Aristide Compagnoni, Giacinto De Cassan, Antenore Cuel)      | 2:52:03.0 | 2         | 2:50:03.0    |
| 5         | Frankrike · (Emile Paganon, Benoit-Lizon, Ulysse Bozonnet, Gilbert Morand)              | 3:01:35.0 | 7         | 2:54:35.0    |
| 6         | Tjeckoslovakien · (Vojtech Pavelica, Karel Dvořák, Jaroslav Šír, Oto Skrbek)            | 3:16:26.0 | 6         | 3:10:26.0    |
| 7         | Rumänien · (Ştefan Ionescu, Constantin Vlădea, Niculae-Cornel Crăciun, Ion Koschi)      | 3:24:24.0 | 8         | 3:16:24.0    |
| 8         | USA · (D. Weihs, St. Walker, H. Dunlap, L. Eide)                                        | 4:38:58.0 | 3         | 4:35:58.0    |